# Províncias do Iraque
O Iraque é dividido em 18 províncias (muhafazah):
| 1. Bagdá (بغداد) 2. Saladino (صلاح الدين) 3. Diala (ديالى) 4. Uacite (واسط) 5. Mesena (ميسان) 6. Baçorá (البصرة) 7. Dicar (ذي قار) 8. Mutana (المثنى) 9. Cadésia (القادسية) | 1. Babilônia (بابل) 2. Carbala (كربلاء) 3. Najafe (النجف) 4. Ambar (الأنبار) 5. Nínive (نينوى) 6. Dahūk (دهوك) 7. Arbil (أربيل) 8. Quircuque (ou Tamim) (التاميم) 9. Suleimânia (السليمانية) |

O atual conjunto de províncias foi criado em 1976. As províncias são divididas em distritos (cadas). O mapa à direita mostra os distritos (mas não mostra os nomes dos distritos) dentro de cada província.
A partir de outubro de 2008 treze das dezoito províncias iraquianas estão sob controle direto: Mutana, Dicar, Najafe, Maysan, Arbil, Suleimânia, Dahūk, Carbala, Baçorá, Babilônia, Uacite, Cadésia e Ambar. Cinco províncias são controladas pela coligação de forças multi-nacionais: Bagdá, Saladino, Diala, Nínive, e Quircuque (ou Tamim).

## Região autônoma
Iraque tem atualmente uma região autônoma, Região Autônoma Curda, que também é conhecida como Curdistão iraquiano.

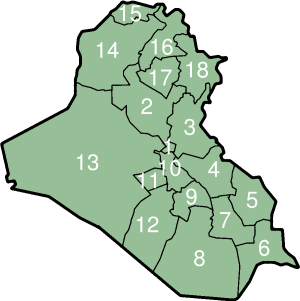
Províncias do Iraque